# Hermafrodita Dormindo
Hermafrodita Dormindo é uma antiga escultura de mármore retratando Hermafrodito em tamanho natural deitado num colchão esculpido pelo artista italiano Gian Lorenzo Bernini em 1620. A forma é derivada em parte de antigos retratos de Vênus e de outros nus femininos e parte de retratos feminizadores contemporâneos de Dionísio/Baco. É um tema muitas vezes repetido no período helenístico e na Roma Antiga a julgar pelo número de versões que sobreviveram. Descoberta em Santa Maria della Vittoria, em Roma, o "Hermafrodita Dormindo" foi imediatamente reivindicado pelo cardeal Scipione Borghese e passou para a famosa Coleção Borghese. Conhecido a partir daí como Hermafrodita Borghese, a estátua foi depois vendida para o exército invasor francês e acabou no Louvre, onde está em exposição atualmente.
A estátua foi descrita como uma boa cópia primitiva romana de um original em bronze pelo mais recente dos dois escultores helênicos conhecidos como Pólicles (ativo por volta de 155 a.C.). O original em bronze foi mencionado na "História Natural" de Plínio, o Velho.

## Cópia original Borghese

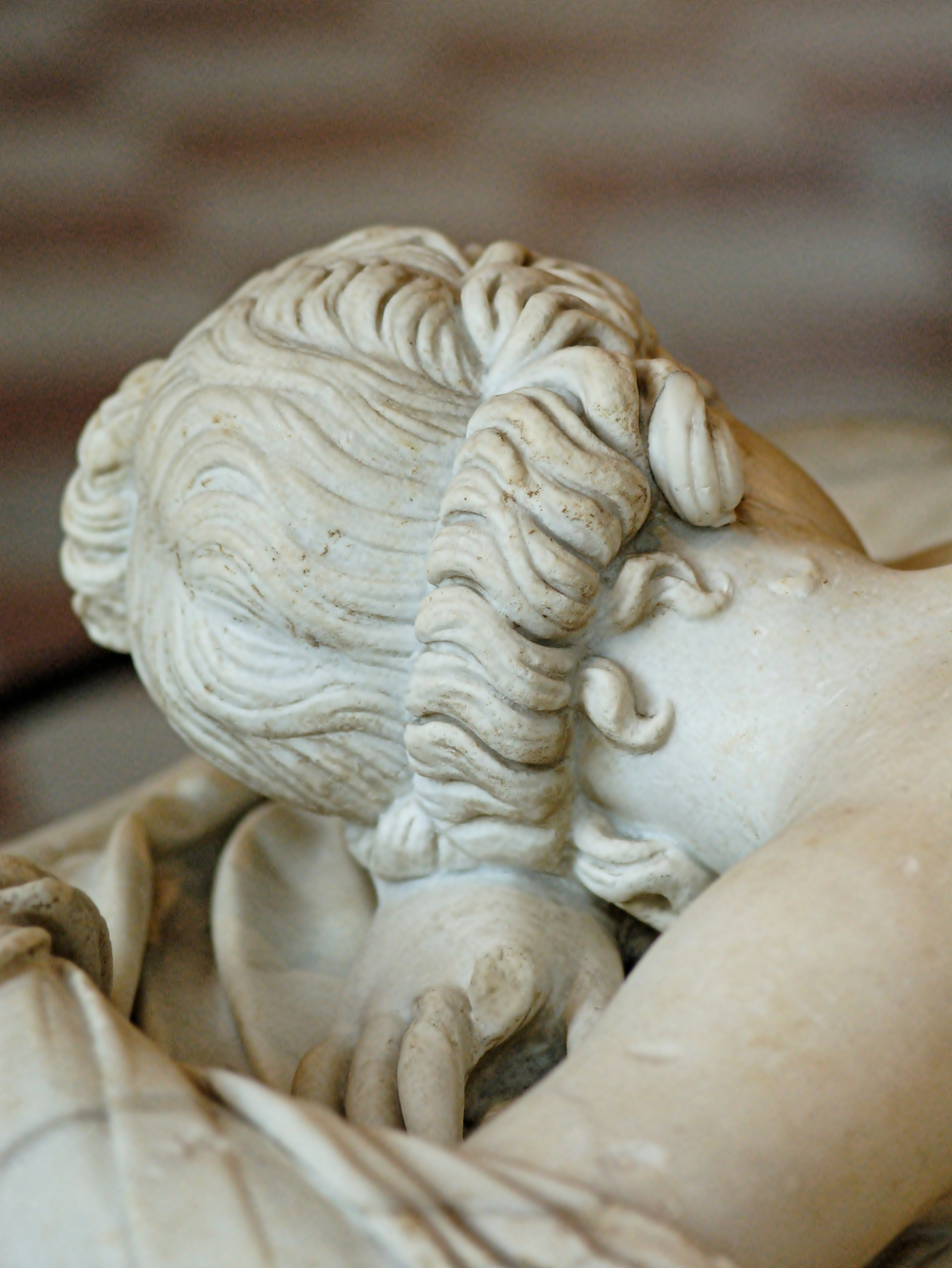
Detalhe do "Hermafrodita Borghese", do Louvre.

A antiga escultura foi descoberta nas primeiras décadas do século XVII no terreno de Santa Maria della Vittoria, perto das Termas de Diocleciano e na área dos antigos Jardins de Salústio. A descoberta foi feita ou durante as escavações para a construção da fundação da igreja (em 1608) ou quando a antiga cerca-viva estava sendo plantada.
A escultura foi apresentada ao cardeal Borghese que, em troca da estátua, entregou à ordem os serviços de seu arquiteto, Giovanni Battista Soria, e pagou pela fachada da igreja, ainda que dezesseis anos depois. Em sua nova Villa Borghese, ele mandou construir uma "Sala do Hermafrodita" só para abrigar a obra.
Em 1620, Gian Lorenzo Bernini, protegido de Scipione, recebeu sessenta scudi para esculpir o colchão sobre o qual se deita o hermafrodita, tão realista que, segundo relatos da época, os visitantes se deitavam sobre ele para experimentá-lo.
A escultura foi comprada em 1807, juntamente com muitas outras peças da Coleção Borghese, do príncipe Camillo Borghese, que era casado com Pauline Bonaparte, e transferida para o Louvre, onde inspirou o poema "Hermafrodita" de Algernon Charles Swinburne.

## Cópias antigas

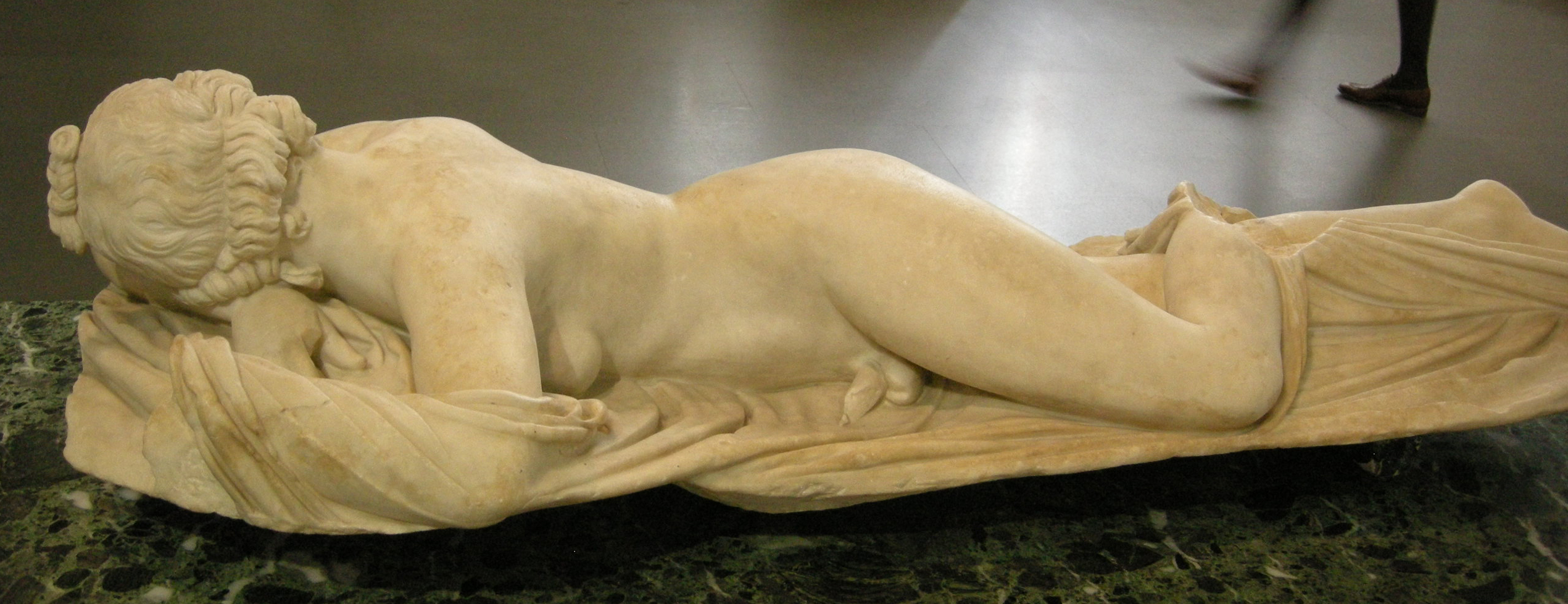
Hermafrodita Dormindo, Museu Nacional de Roma.

Uma segunda cópia do "Hermafrodita Dormindo" foi encontrada em 1781 e tomou o lugar da original na Galleria Borghese. Uma terceira variante romana foi descoberta em 1880 durante as obras de reunificação da capital no Risorgimento e está hoje em exibição no Museo Palazzo Massimo alle Terme, parte do Museu Nacional de Roma.
Outras cópias antigas estão na Galeria Uffizi, em Florença, nos Museus Vaticanos, no Vaticano, e no Hermitage em São Petersburgo.

## Cópias modernas

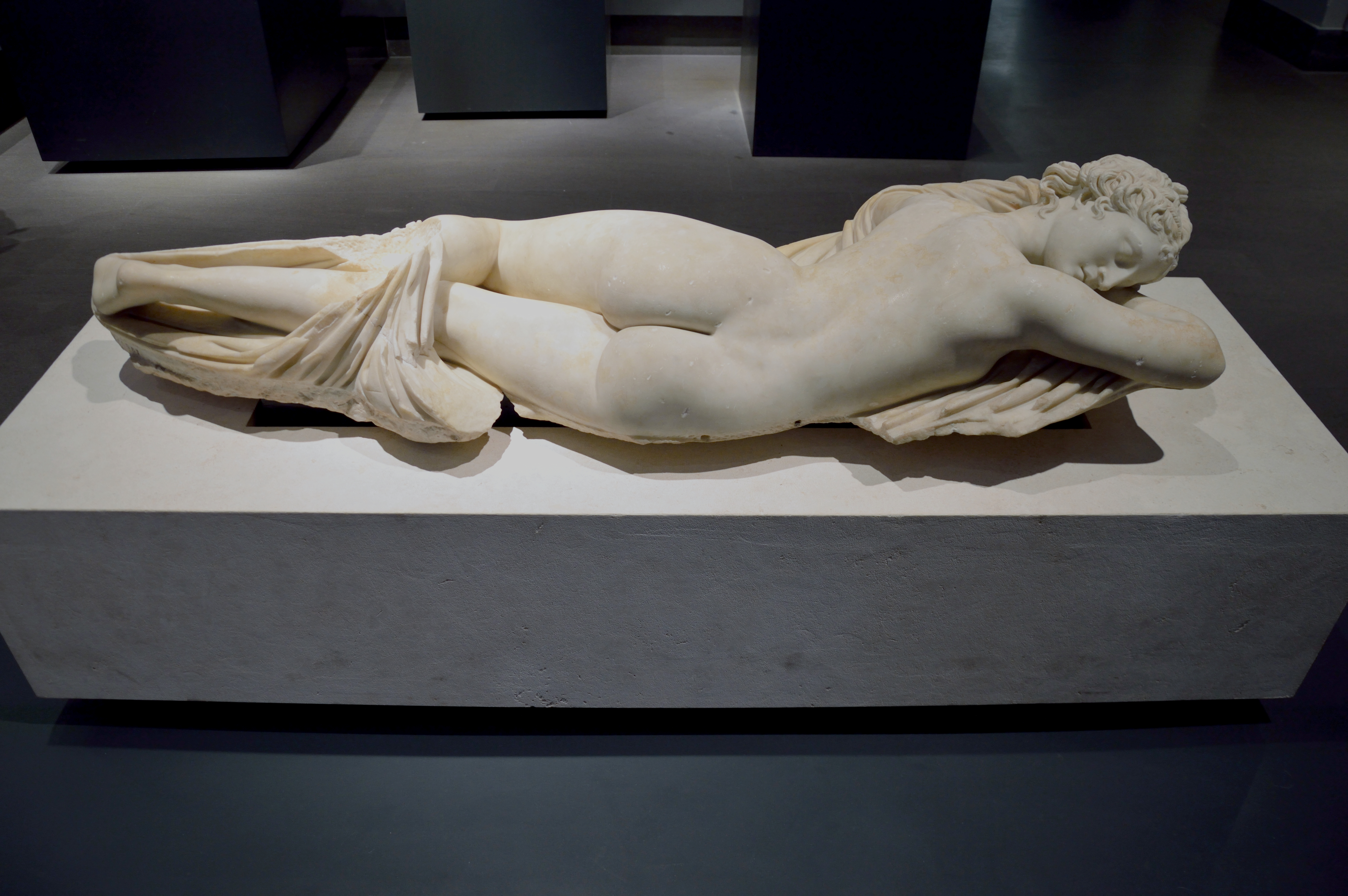
Cópia antiga, encontrada em 1781, atualmente no Palazzo Massimo Alle Terme. A diferença principal é a ausência do famoso colchão de Bernini.

Muitas cópias foram produzidas depois do Renascimento, em diversos meios e escalas. Cópias em tamanho real foram produzidas para Filipe IV da Espanha em bronze, encomendadas por Velázquez e atualmente no Museu do Prado, e para Versailles (pelo escultor Martin Carlier, em mármore). A composição claramente influenciou a pintura "Vênus Rokeby" de Velázquez, atualmente em Londres. Uma cópia em bronze, em escala reduzida, feita e assinada por Giovanni Francesco Susini, está atualmente no Metropolitan Museum. Outra versão reduzida, em marfim, obra de François Duquesnoy, foi comprada em Roma por John Evelyn na década de 1640. O artista americano Barry X Ball produziu uma cópia em tamanho natural da versão no Louvre, feita em mármore negro belga em uma base em mármore de Carrara, em 2010.